# Garrya
Garrya är ett släkte av garryaväxter.
Arterna är vanligen städsegröna buskar men det finns även små träd. Arterna skiljs efter bladens utformning från varandra men differenserna är inte tydliga. Barken har hos unga växter en grön färg och den blir senare rödbrun. Hos äldre exemplar är kvistarna gråbruna. Bladen sitter mittemot varandra och ytan påminner lite om läder. I släktet Garrya är en del av individerna av honkön och den andra av hankön. Könsorgan av han- och honväxter liknar könsorgan i videsläktet. Frukterna liknar vindruvor i utseende och de har en bitter smak. I varje frukt finns en eller två frön. Utbredningsområdet ligger i Nord- och Centralamerika samt Karibien.
Arter enligt Catalogue of Life:
- Garrya buxifolia
- Garrya congdonii
- Garrya corvorum
- Garrya elliptica
- Garrya fadyenii
- Garrya flavescens
- Garrya fremontii
- Garrya glaberrima
- Garrya grisea
- Garrya laurifolia
- Garrya longifolia
- Garrya ovata
- Garrya salicifolia
- Garrya veatchii
- Garrya wrightii

## Bildgalleri

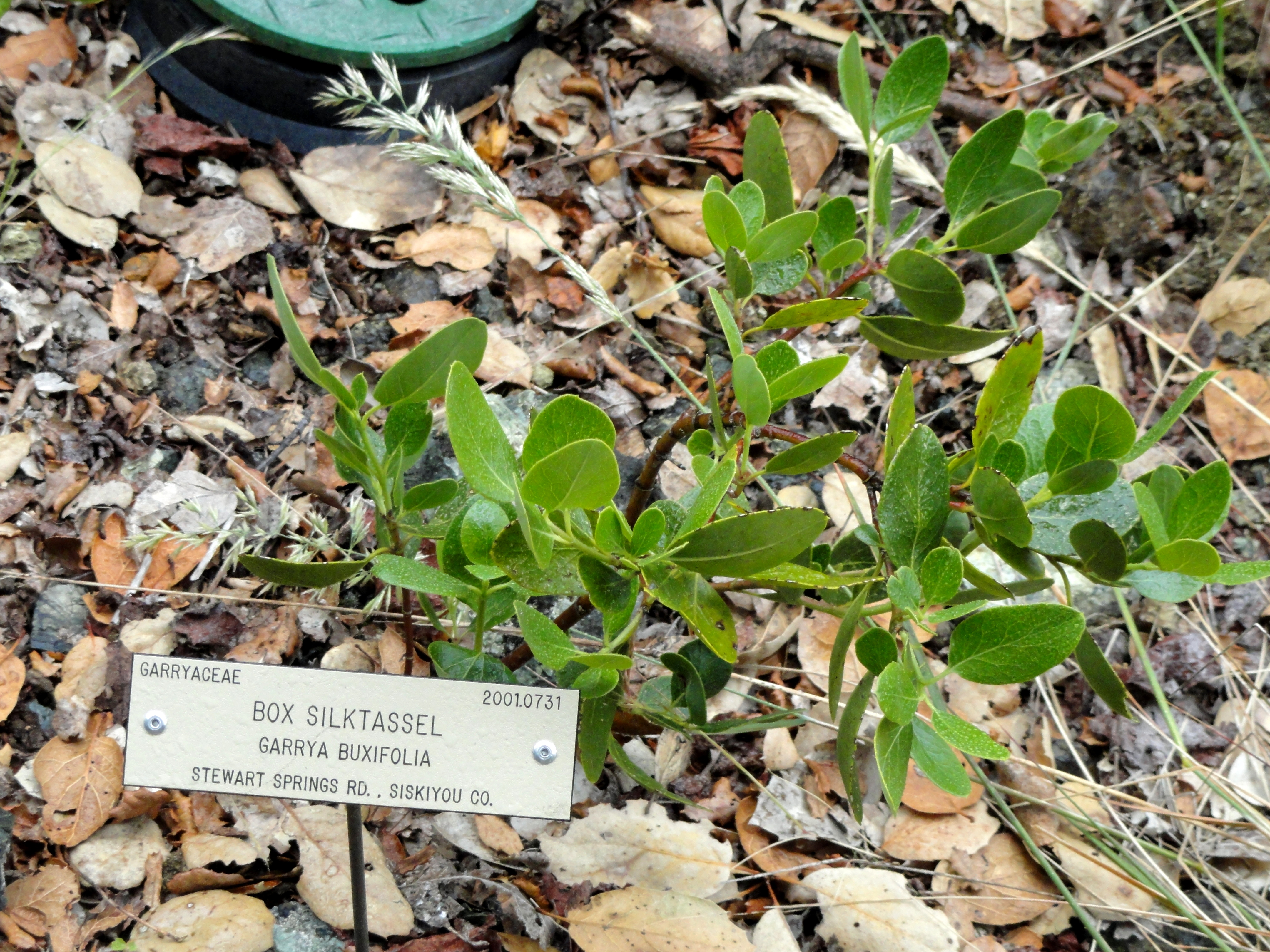
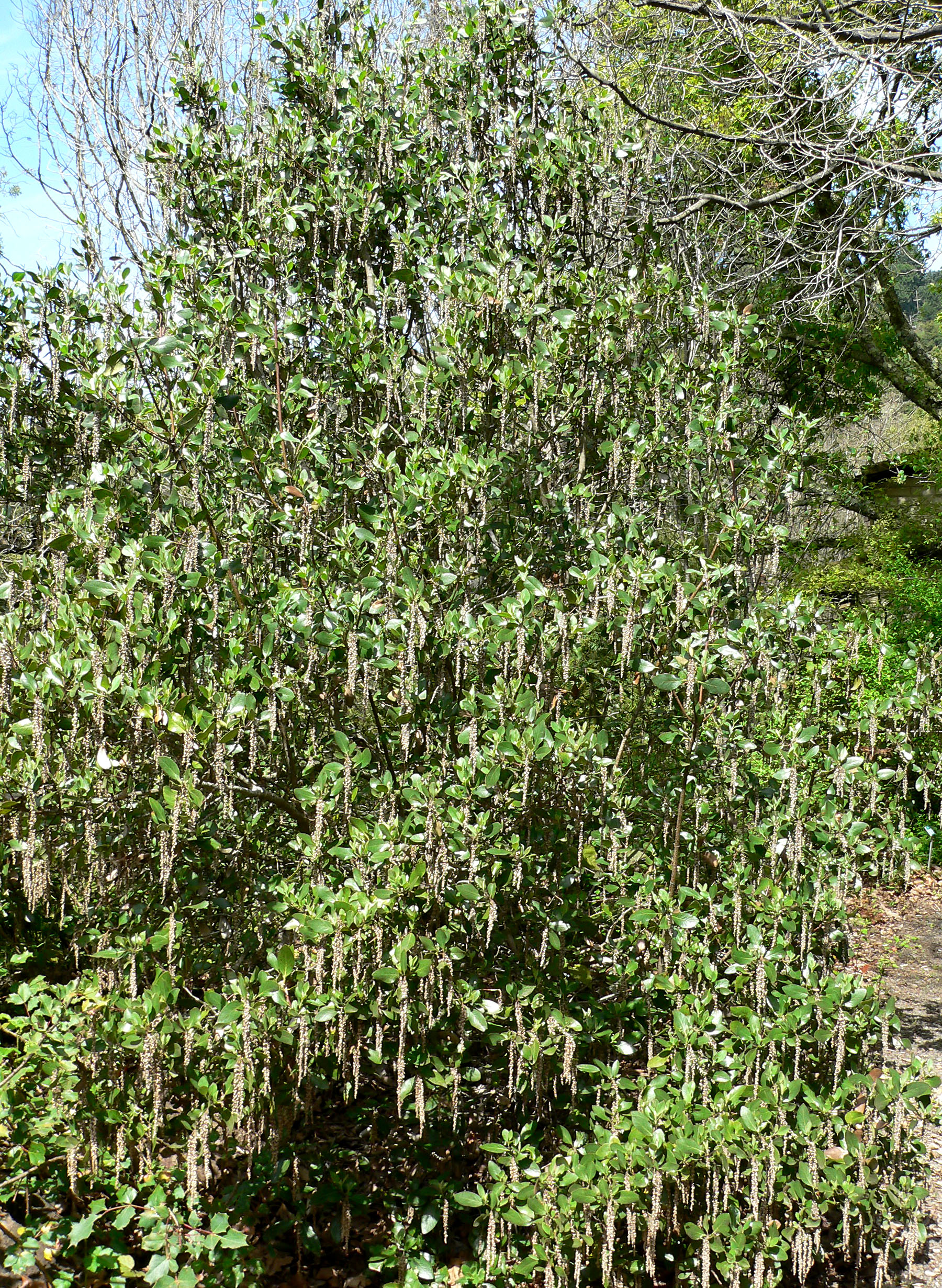
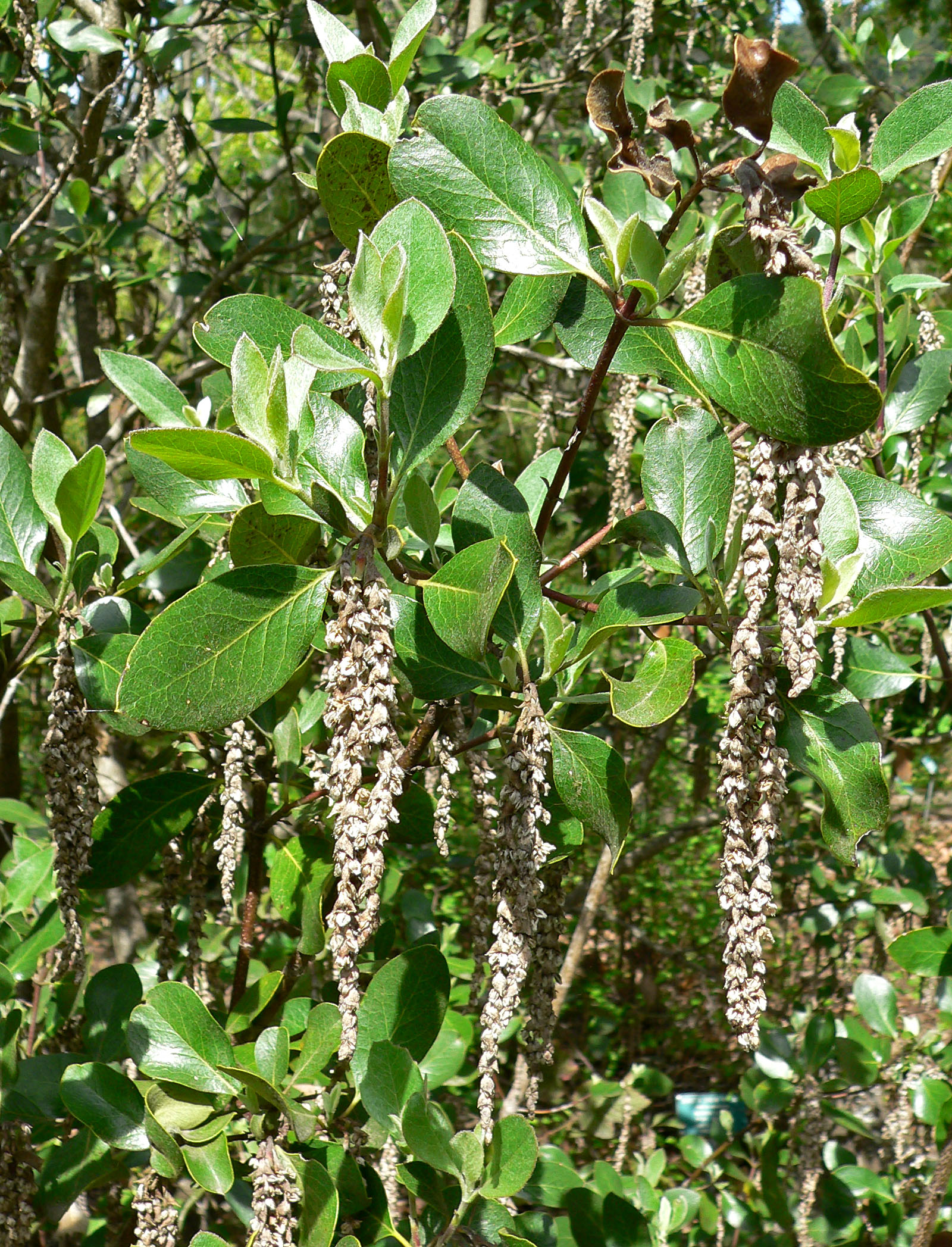
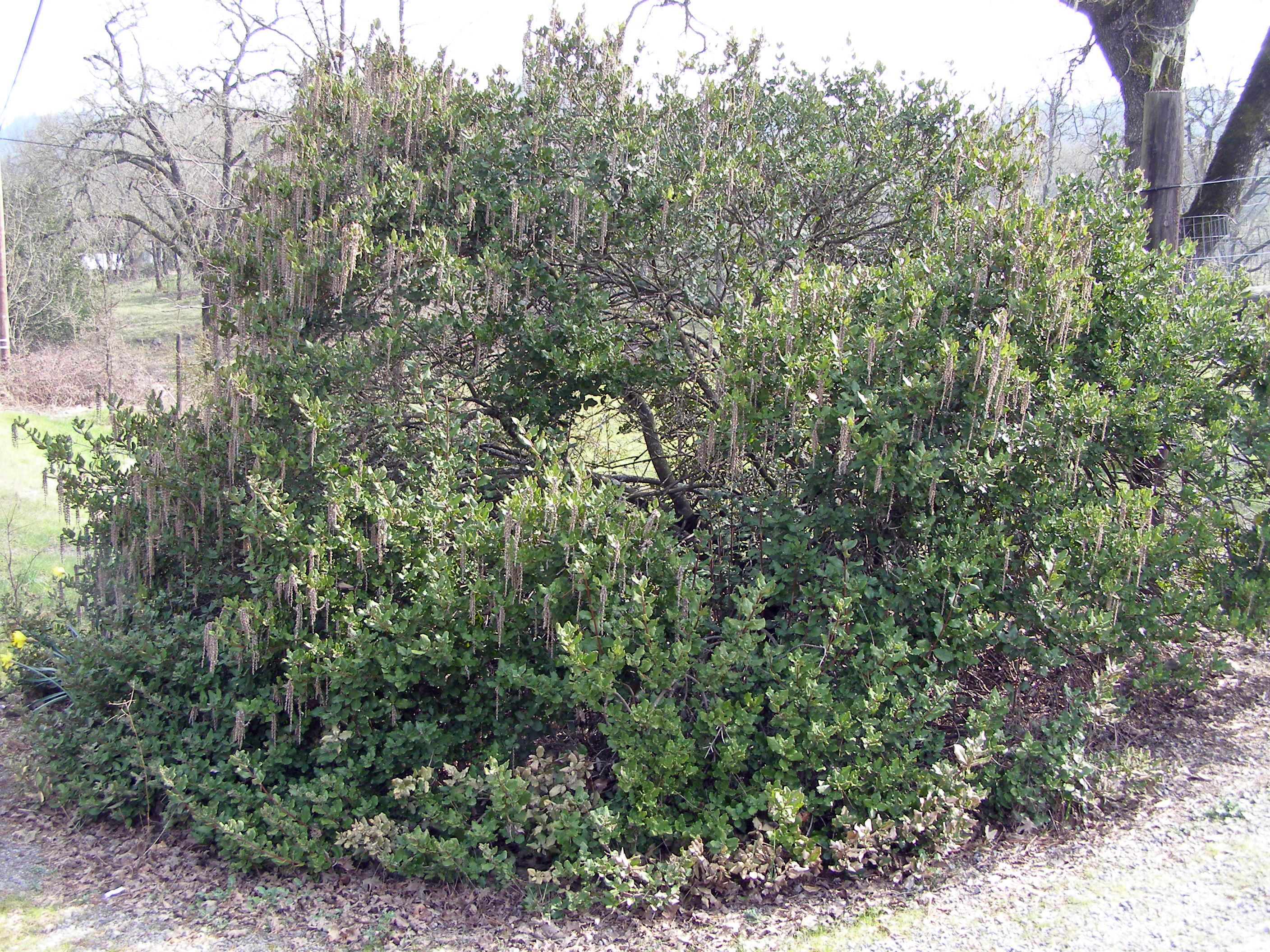
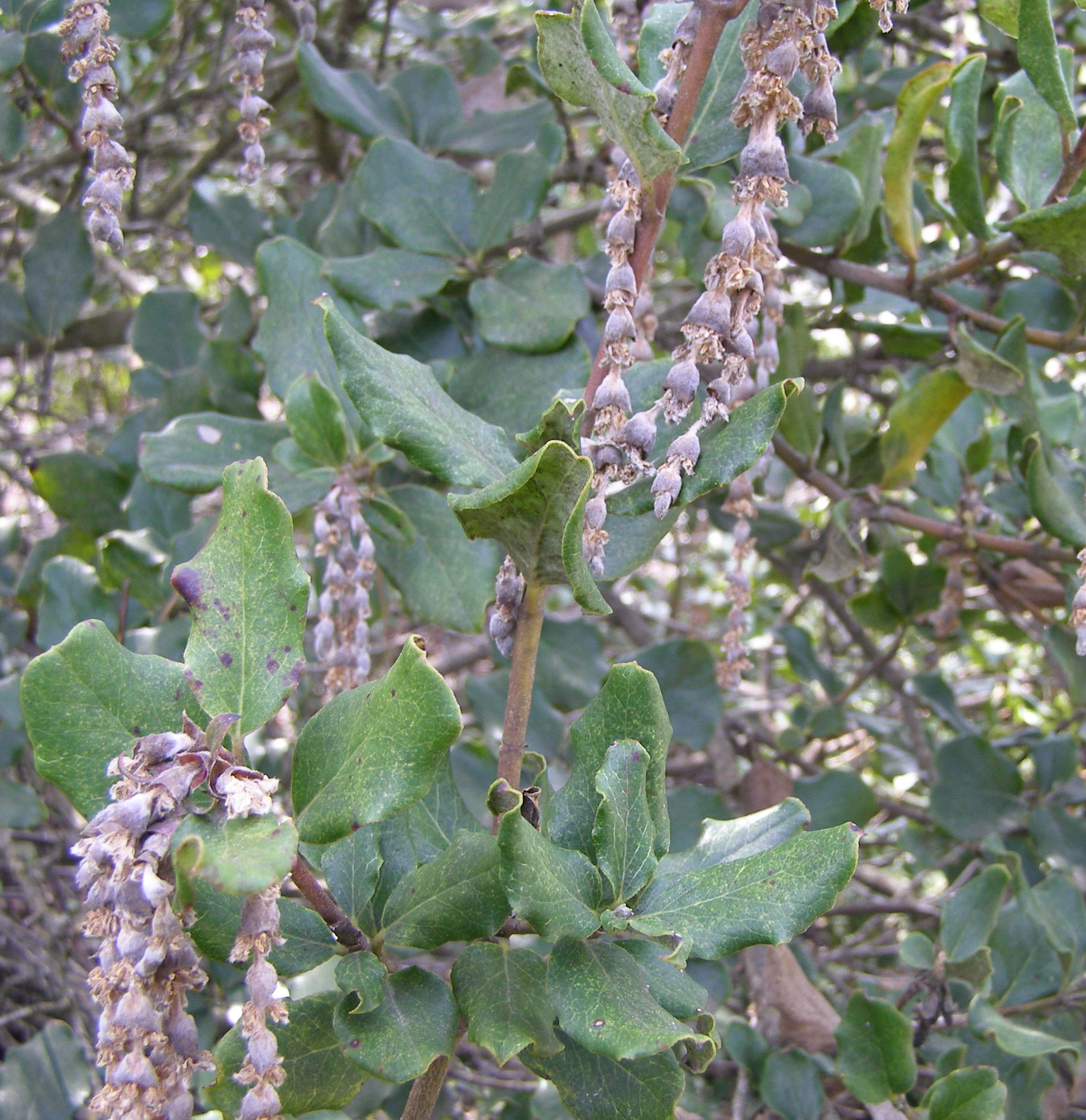
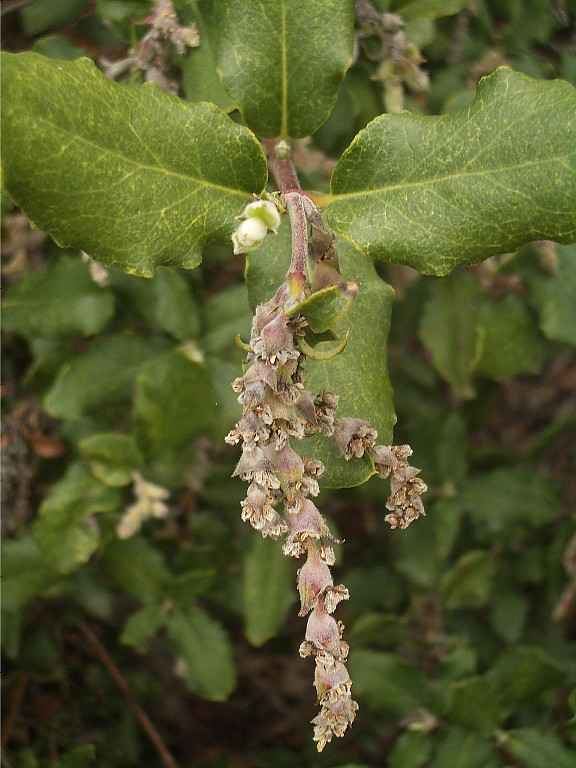